# Fafan (zon)
Fafan är en zon i Etiopien.   Den ligger i regionen Somali, i den östra delen av landet, 500 km öster om huvudstaden Addis Abeba.